# Linia kolejowa nr 411

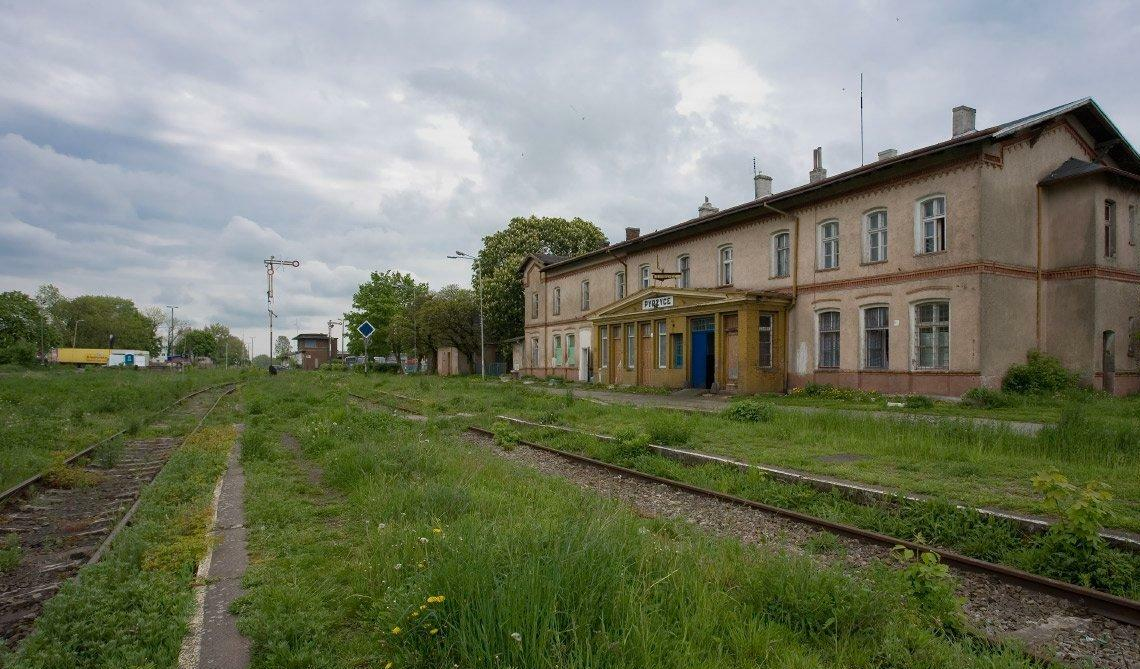
Dworzec w Pyrzycach

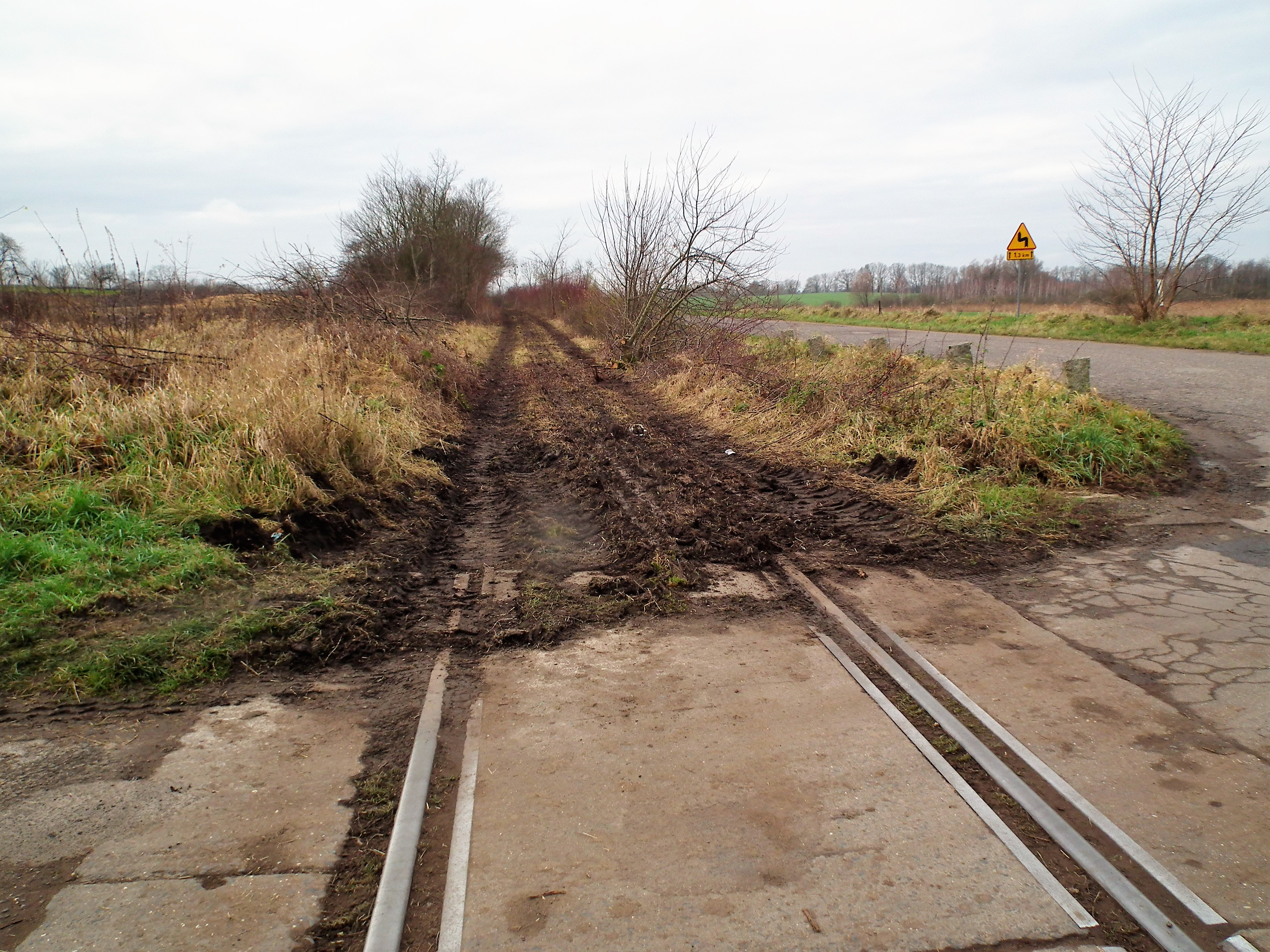
Nowe Objezierze - prace rozbiórkowe w 2017

Linia kolejowa nr 411 – jednotorowa, niezelektryfikowana linia kolejowa znaczenia miejscowego łącząca stację Stargard ze stacją Pyrzyce.
Pierwotnie linia kończyła się na stacji Siekierki i miała długość 92,340 km.

## Stan obecny
Obecnie (2023) prędkość pociągów na linii wynosi 50 km/h od km -0,300 do km 0,586 oraz 0 km/h od km 0,586 do km 26,100, w związku z czym zawieszony został ruch pociągów towarowych, które przed zamknięciem docierały do miejscowości Głazów położonej na linii kolejowej numer 422.
Pierwszy fragment linii, z Siekierek do Godkowa, zamknięto dla ruchu pasażerskiego 1 sierpnia 1991, a dla ruchu towarowego w 2000. 30 maja 1992 całkowicie zamknięto odcinek Pyrzyce-Godków. Ostatni fragment linii, ze Stargardu do Pyrzyc, zamknięto dla ruchu pasażerskiego 14 grudnia 2003, otwarto go w styczniu 2004, by w kwietniu tego samego roku ponownie go zamknąć.
W 2018 w śladzie rozebranej linii kolejowej między Trzcińskiem-Zdrojem a Siekierkami, kosztem 12 mln zł, wybudowano ścieżkę rowerową o długości 36 km. W 2020 rozebrano tory na moście kolejowym na Odrze, a w ich miejsce zamontowano nawierzchnię umożliwiającą przejazd rowerów.

## Historia
Budowę linii rozpoczęło w 1880 Stargard-Cüstriner Eisenbahn-Gesellschaft (Stargardzko-Kostrzyńskie Towarzystwo Kolei Żelaznej), a pierwszy odcinek ze Stargardu do Pyrzyc otwarto dwa lata później (31 sierpnia 1882). Odcinek Godków–Siekierki oddano do użytku 20 grudnia 1892, zaś odcinek łączący Godków z Pyrzycami 8 stycznia 1899. 	
Nazwy miejscowości przed 1945 r., przez które przebiega linia kolejowa (nie wymieniono stworzonych po 1945 przystanków Czernice oraz Stargard Osiedle):
| - Stargard (Pommern) → Stargard - Klützow → Stargard Kluczewo - Warnitz Damnitz → Warnice-Dębica - Groß Schönfeld → Obryta - Friedrichsthal (Pommern) → Okunica - Groß Rischow → Ryszewo - Pyritz → Pyrzyce - Köselitz → Kozielice - Eichelshagen → Trzebórz - Beyersdorf (Pommern) → Tetyń - Kerkow → Kierzków | - Rufen → Rów - Görlsdorf → Góralice - Bad Schönfließ (Neumark) → Trzcińsko-Zdrój - Rohrbeck (Neumark) → Rosnowo - Blankenfelde (Neumark) → Brwice - Gellen → Jelenin - Jädickendorf → Godków - Butterfelde-Mohrin → Przyjezierze-Moryń - Groß Wubizer → Nowe Objezierze - Klemzow → Klępicz - Zäckerick-Alt Rüdnitz → Siekierki |